# Đồng Hải
Đồng Hải là một phường thuộc thành phố Đồng Hới, tỉnh Quảng Bình, Việt Nam.

## Địa lý
Phường Đồng Hải nằm ở phía đông thành phố Đồng Hới, có vị trí địa lý:
- Phía đông giáp xã Bảo Ninh với ranh giới là sông Nhật Lệ
- Phía tây giáp phường Đồng Phú
- Phía nam giáp phường Đức Ninh Đông và phường Phú Hải
- Phía bắc giáp phường Hải Thành.

Phường Đồng Hải có diện tích 1,93 km², dân số năm 2019 là 5.957 người, mật độ dân số đạt 3.087 người/km².

## Lịch sử
Địa bàn phường Đồng Hải hiện nay trước đây vốn là một phần phường Đồng Phú.
Ngày 4 tháng 8 năm 1992, thành lập hai phường Đồng Mỹ và Hải Đình trên cơ sở một phần diện tích và dân số của phường Đồng Phú.
Trước khi sáp nhập, phường Đồng Mỹ có diện tích 0,56 km², dân số là 2.503 người, mật độ dân số đạt 4.470 người/km². Phường Hải Đình có diện tích 1,37 km², dân số là 3.454 người, mật độ dân số đạt 2.521 người/km².
Ngày 10 tháng 1 năm 2020, Ủy ban Thường vụ Quốc hội ban hành Nghị quyết số 862/NQ-UBTVQH14 về việc sắp xếp các đơn vị hành chính cấp xã thuộc tỉnh Quảng Bình (nghị quyết có hiệu lực từ ngày 1 tháng 2 năm 2020). Theo đó, sáp nhập toàn bộ diện tích và dân số của hai phường Đồng Mỹ và Hải Đình thành phường Đồng Hải.

## Hình ảnh

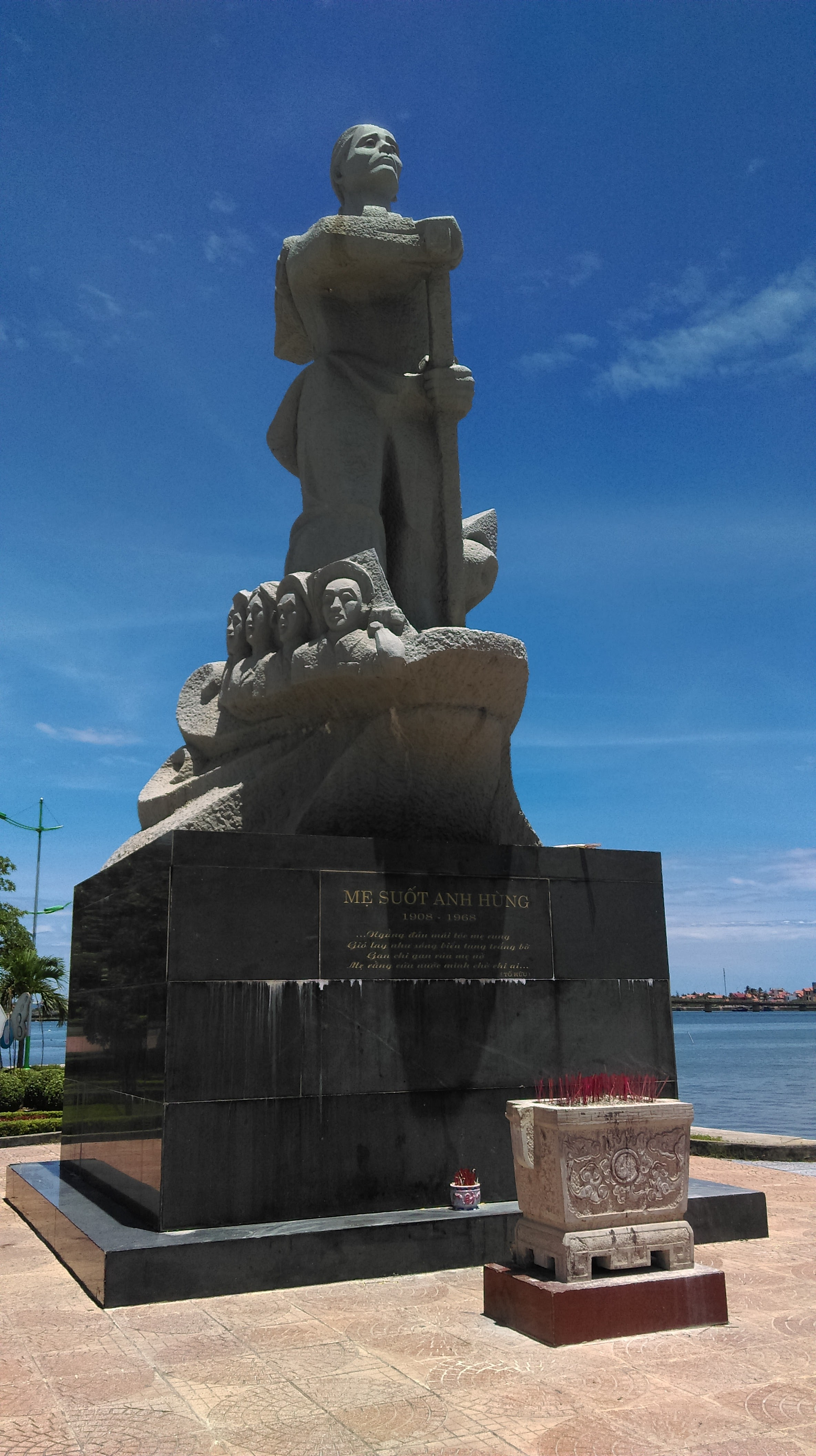
Tượng Mẹ Suốt bên sông Nhật Lệ
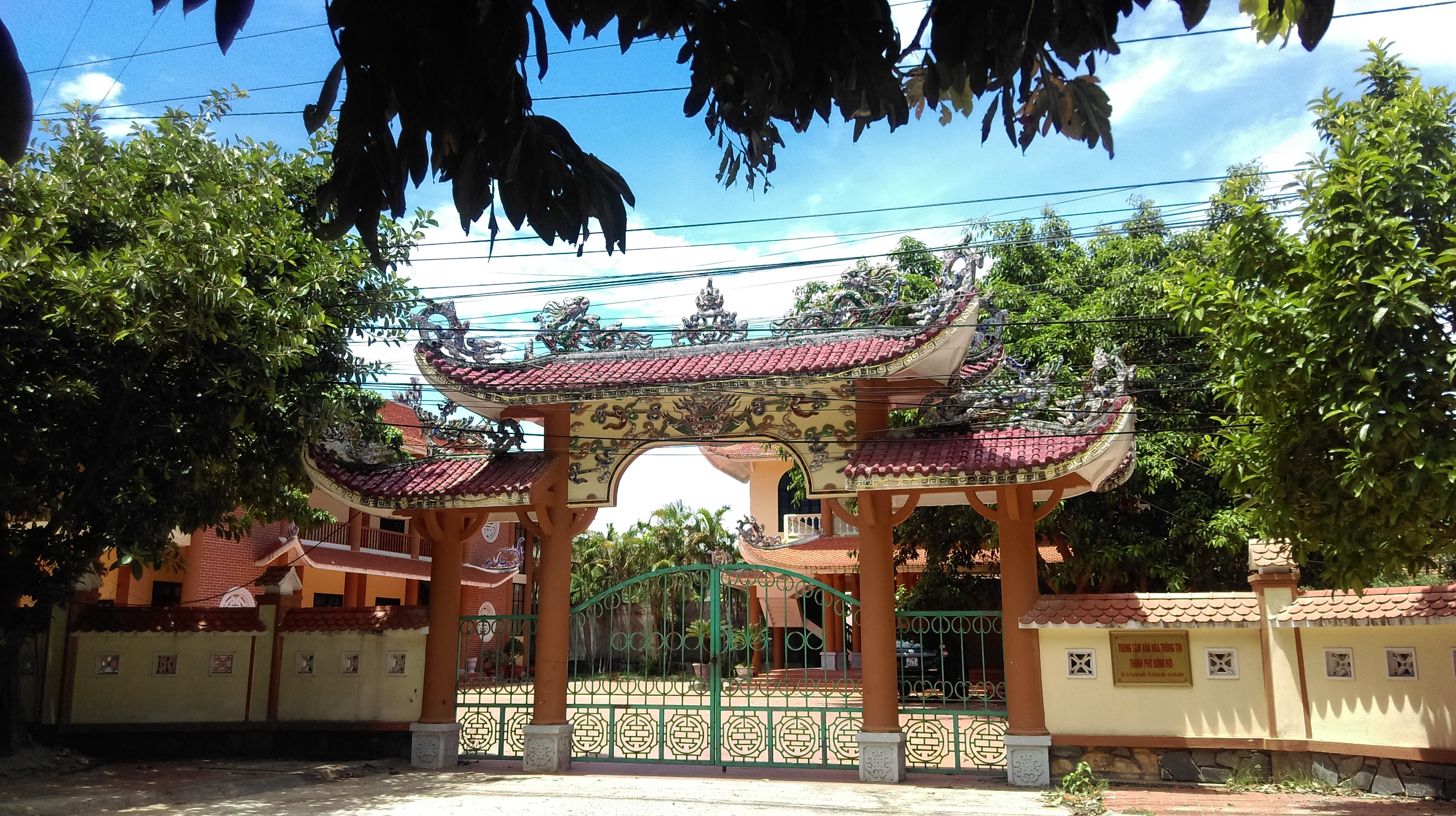
Trung tâm Văn hóa - Thông tin Đồng Hới ở phường Đồng Hải
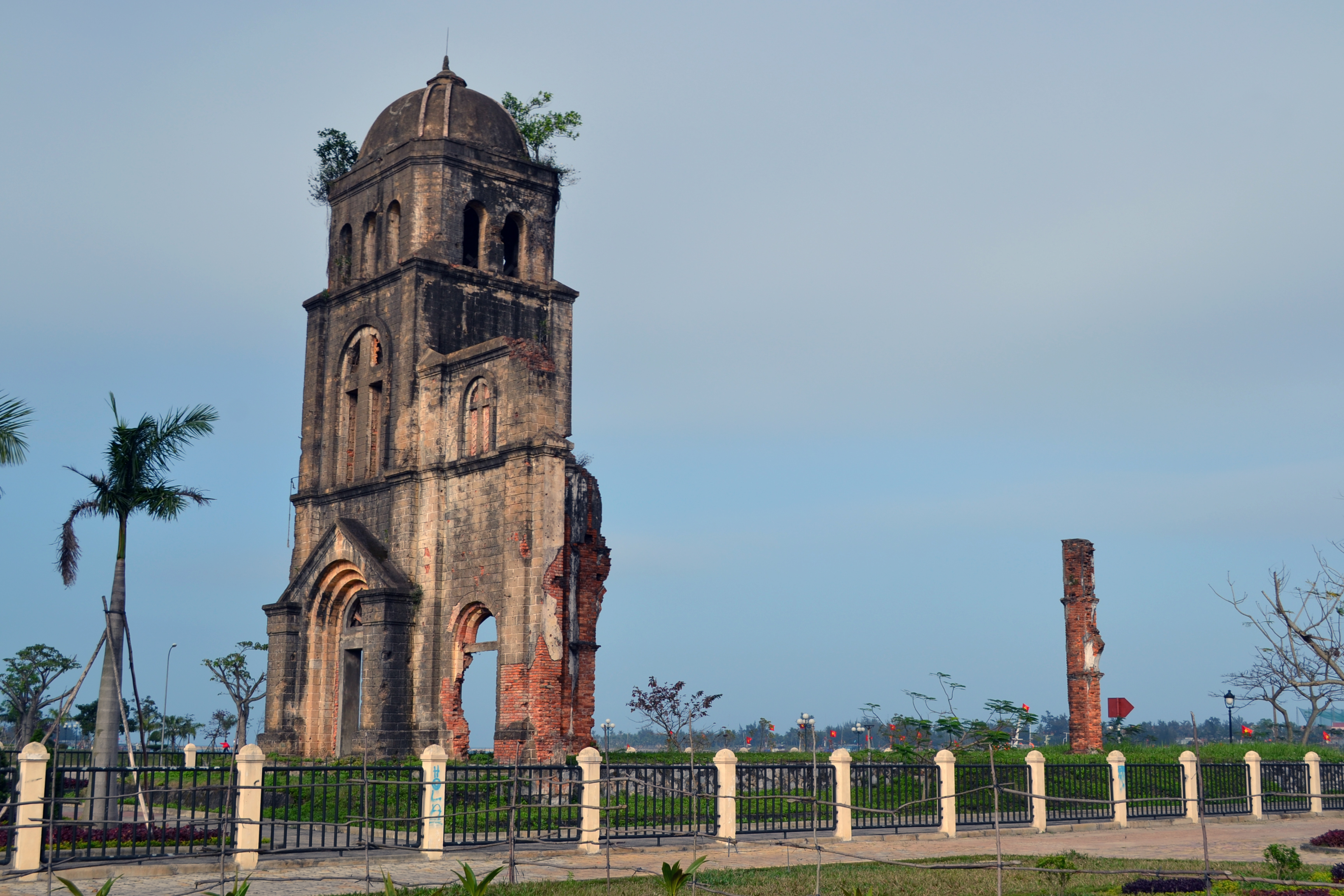
Chứng tích nhà thờ Tam Tòa